# Tukan tęczodzioby
Tukan tęczodzioby (Ramphastos sulfuratus) – gatunek dużego ptaka z rodziny tukanowatych (Ramphastidae). Zamieszkuje Amerykę Centralną i Południową, od południowego Meksyku do terytoriów Wenezueli i Kolumbii. Nie jest zagrożony.

## Charakterystyka
Łącznie z dziobem tukan tęczowy mierzy średnio od 43 do 56 cm. Sam dziób ma długość 12–15 cm, co stanowić może do 1/3 długości całego ciała.
Samiec waży przeciętnie 500 g, samica – 380 g. Chociaż dziób prezentuje się bardzo okazale, jest on strukturą pustą w środku, zbudowaną z keratyny, dzięki czemu jest on stosunkowo lekki.
Upierzenie tukana tęczodziobego jest żółto-czarne. Nogi mają niebieski odcień; ogon zakończony jest czerwonymi piórami. Większość powierzchni dzioba jest zielona, boki są pomarańczowe, końcówka dzioba – czerwona.

## Środowisko
Jego naturalnym środowiskiem są nizinne lasy deszczowe, jednak z powodu słabo rozwiniętej umiejętności latania porusza się głównie poprzez przeskakiwanie z drzewa na drzewo.

## Zachowanie
Jak większość tukanów, ptaki te żyją w rodzinnych grupach od 6 do 12 osobników. Czasem toczą „pojedynki” z użyciem swoich dziobów. Innym charakterystycznym zachowaniem tych ptaków jest rzucanie owocami przez jednego osobnika do dzioba drugiego.

## Pożywienie
Tukany tęczodziobe żywią się głównie owocami, jednak jedzą także owady, ptasie jaja, jaszczurki czy nadrzewne żaby. Ptaki te wiele owoców połykają w całości, bez uprzedniego rozdrabniania.

## Rozmnażanie
Jako gniazda ptakom tym służą dziuple. Z reguły są one bardzo zatłoczone, ponieważ w jednej dziupli najczęściej żyje kilka osobników.
Samica składa przeciętnie 1–4 jaja. Wysiadywane są one naprzemiennie przez samca i samicę. Inkubacja trwa od 15 do 20 dni. Karmieniem zajmuje się zarówno samiec, jak i samica. Po wykluciu pisklęta nie posiadają upierzenia; oczy otwierają dopiero w trzy tygodnie później. W gnieździe pozostają do czasu całkowitego rozwinięcia się dzioba i uzyskania gotowości latania (ok. 8–9 tygodni).

## Status
Międzynarodowa Unia Ochrony Przyrody (IUCN) uznaje tukana tęczowodziobego za gatunek bliski zagrożenia (NT, Near Threatened) od 2021 roku. Wcześniej (od 1988 roku) klasyfikowany był jako gatunek najmniejszej troski (LC, Least Concern). W 2008 roku organizacja Partners in Flight szacowała, że liczebność światowej populacji mieści się w przedziale 50–500 tysięcy osobników. Trend liczebności populacji uznawany jest za spadkowy ze względu na polowania oraz zabieranie młodych, by trzymać je jako zwierzęta domowe. Gatunek jest wymieniony w II załączniku konwencji CITES.

## Hodowla

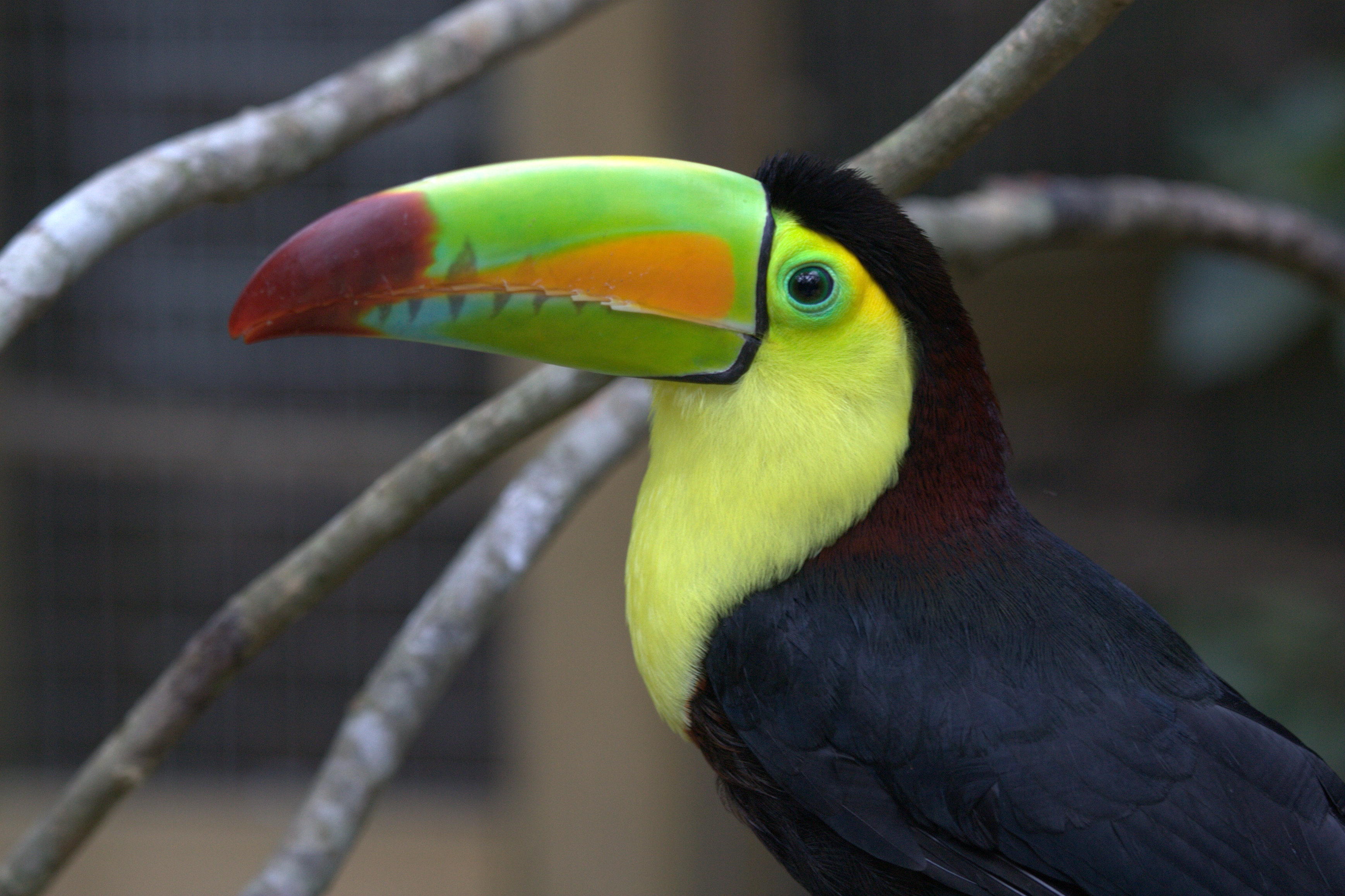
Tukan tęczodzioby

Ze względu na dużą ruchliwość tukanów, do ich hodowli potrzebne są przestronne klatki. Dodatkowym utrudnieniem w ich trzymaniu jest łatwość zapadania na hemochromatozę.

## Podgatunki
Wyróżnia się 2 podgatunki R. sulfuratus:
- R. sulfuratus sulfuratus Lesson, 1830 – południowo-wschodni Meksyk, Belize, północna Gwatemala
- R. sulfuratus brevicarinatus Gould, 1854 – południowo-wschodnia Gwatemala do północnej Kolumbii i północno-zachodniej Wenezueli